# Нанайя

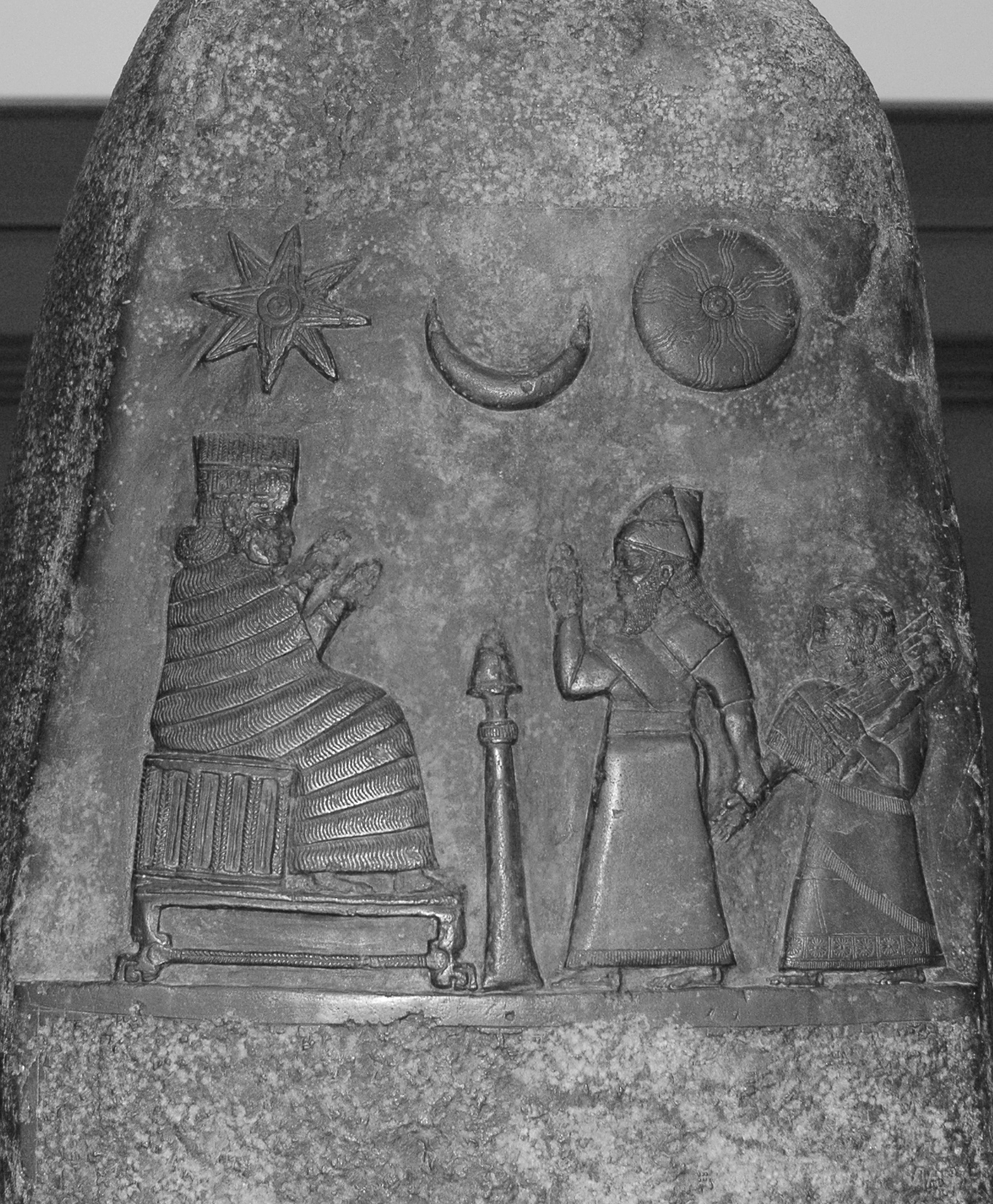
Межевой камень кудурру царя Мели-Шиху II (1186—1172 до н. э.). Нанайя сидит на троне, к ней подводится дочь царя — Хунубат-Нанайя. Известковая стела Касситского периода, Лувр

Нанайя — одна из шумерских богинь, схожая по характеру с Инанной и обученная ею.
Городом Нанайи был Урук.
Имела много имён.
Как жена Набу отождествлялась с вавилонской Ташметум, как жена Уту (Шамаша) — с Шеридой (Айей).
Нанайя отличалась особой красотой. Ей молились о придании большей сексуальной привлекательности. Также её просили о поэтическом вдохновении.